# José Miguel Vega Rodríguez
José Miguel Vega Rodríguez (Ceuta, España, 19 de diciembre de 1913-Madrid, España, 30 de mayo de 1992) fue un militar español, teniente general del Ejército (ascendido a título póstumo a general de ejército con carácter honorífico), diplomado de Estado Mayor de los Ejércitos de Tierra y Aire, presidente del Consejo Supremo de Justicia Militar, Director General de la Guardia Civil y jefe del Estado Mayor del Ejército.

## Biografía
Nació en Ceuta el 19 de diciembre de 1913. Hijo del teniente coronel Antonio Vega Montes de Oca, detenido tras el levantamiento de Sanjurjo en 1932, la familia quedó en situación económica precaria, por lo que José Vega decidió ingresar como soldado voluntario de Infantería el 1 de julio de 1932, consiguiendo ser Guardia Civil de segunda el 24 de marzo de 1934. El 25 de abril de 1934 se incorporó al 18 Tercio de la Guardia Civil, con cabecera en Córdoba, concretamente en un puesto rural en Moratella, en el término de la finca del marqués de Viana. Mientras tanto, estudió con medios escasos y grandes esfuerzos, Ciencias Exactas en la Universidad de Córdoba (aprobando el primer año y siendo el único alumno de la universidad en obtener la nota de sobresaliente en Análisis Matemático) y preparó las oposiciones a la Academia Militar, consiguiendo ingresar el 20 de enero de 1936 en la Academia Militar de Infantería, formando parte de una promoción de oficiales a la que se le conocería posteriormente como "la promoción del Cuartel de la Montaña".

### Guerra Civil
El 15 de julio de 1936 llegó a Cádiz de vacaciones, viniendo del cuartel de la Montaña, en Madrid, donde se encontraba como alumno. Dos días después, el 17 de julio de 1936, estando aún en Cádiz, le sorprendió el Alzamiento Militar contra la República. Se presentó en el Regimiento de Infantería de Cádiz número 33 y combatió en dicha unidad hasta el fin de abril de 1937, fecha en que pasó al III Tabor del Grupo de Fuerzas Regulares Indígenas de Larache n.º 4. Alcanzó el empleo de alférez el 28 de octubre del 1938, el de Teniente provisional también ese mismo año y al año siguiente, el 6 de mayo de 1939, el de Capitán provisional.

### II Guerra Mundial
Ya con el empleo de capitán, durante la II Guerra Mundial, el 1 de julio de 1941 se incorporó como voluntario en la llamada "División Azul" (encuadrada en la 250 División del Ejército alemán). El 1 de agosto de 1941 es destinado como jefe de la II Compañía del Batallón de Reserva Móvil 250.º. Durante aquella campaña logró el ascenso a comandante por méritos de guerra. El 26 de octubre de 1942 regresó a España.

### Franquismo
Diplomado de Estado Mayor del Ejército de Tierra y del Aire, ascendió a general de brigada en 1966 y a general de división en 1970. Hasta esos empleos, ocupó, entre otros destinos de importancia, el de coronel-jefe del Tercio Sahariano “Alejandro Farnesio” IV de la Legión en Villa Cisneros, la jefatura de Estado Mayor de la VII Región Militar en Valladolid, la de Tropas y Gobernador Militar de Gran Canaria, así como el jefe del sector de Ifni nombrado el 29 de mayo de 1967. Teniendo éste cargo, dictó la última Orden General del sector y realizó el último arriado de la Bandera Española en Sidi Ifni, por la retrocesión de la colonia, el 30 de junio de 1969.

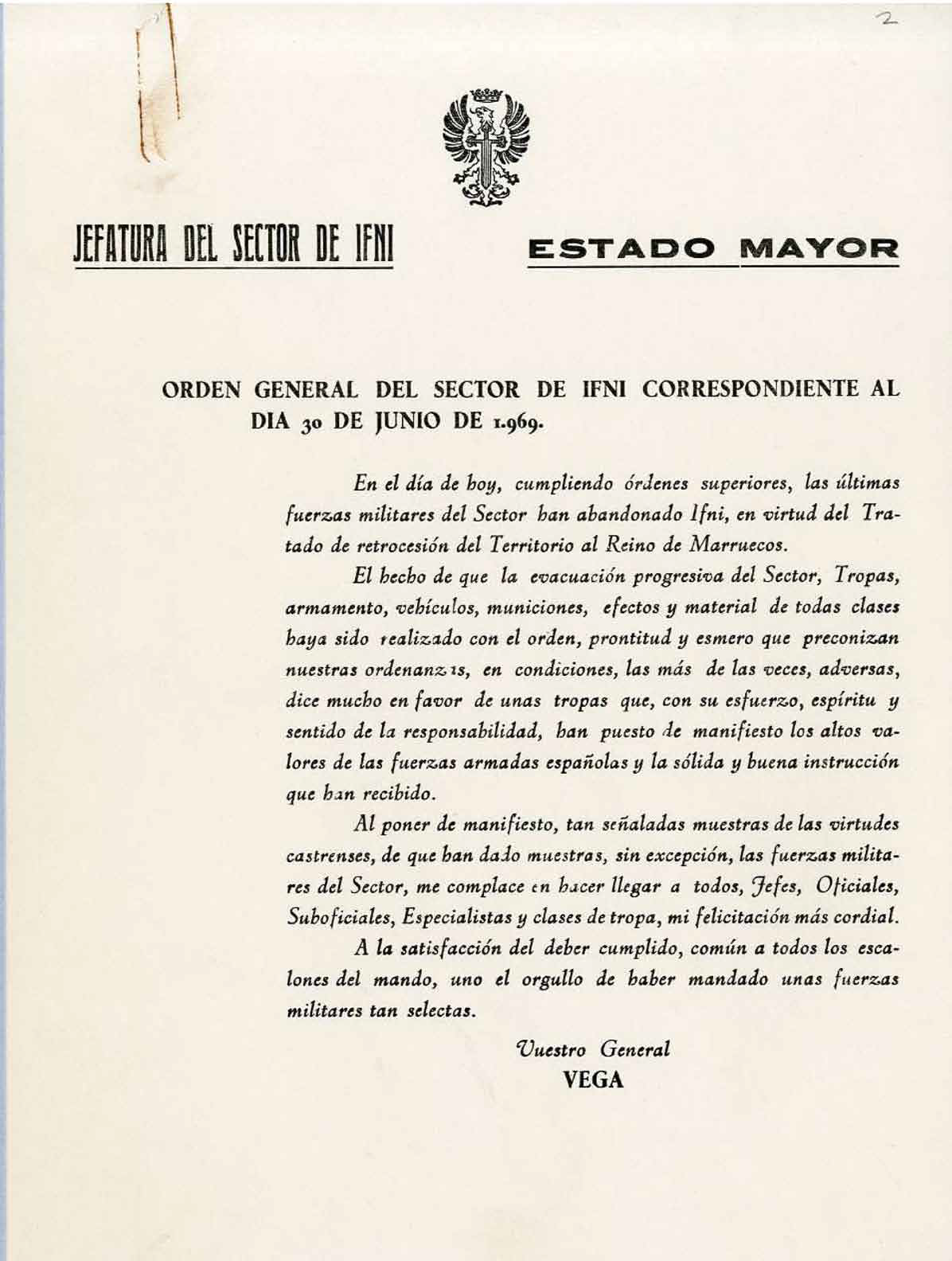
Última Orden General del Sector Ifni dictada por el teniente general Vega. 30 de junio de 1969

Además presidió la ceremonia de la cesión del territorio de Ifni a Marruecos junto al general Mohammed Oufqir, ministro marroquí del Interior de Marruecos, en la plaza de España el 1 de julio de 1969. Tas el acto de arriado e hizado de banderas, el general Vega pronunció las siguientes palabras:

Señor Ministro:

Es para mi un gran honor representar al Gobierno español, ante Vuecencia, en la ceremonia de retrocesión de Ifni al Reino de Marruecos.
Hemos dejado aquí, mi General, lo mejor de España, nuestro afán, nuestra preocupación ha sido, siempre, la de respetar las creencias, usos y costumbres del pueblo del Ifni y de contribuir en la medida de nuestras fuerzas, al desenvolvimiento cultural y económicos de su población.
Quisiera dejar constancia de la cordial bienvenida que la Administración, las fuerzas armadas y la población han dispensado a la Administración marroquí y rogar a V.E. ofrezca a Su Majestad el Rey Hassan II, la seguridad de que encontrará entre los baamaranies, sus más fieles y leales súbditos.
A vosotros, ifneños, quiero deciros, que os tendré siempre presente en mi corazón y que, si he conseguido durante mi permanencia al frente de este territorio, ganarme vuestro respeto y amistad, me consideraré sobradamente recompensado, por mis desvelos y afanes.
Permitidme Excmo. Sr. que sea yo el primero, que haciéndome eco de los tradicionales lazos de amistad que unen a nuestros pueblos, grite en vuestro honor:

¡Viva Marruecos!

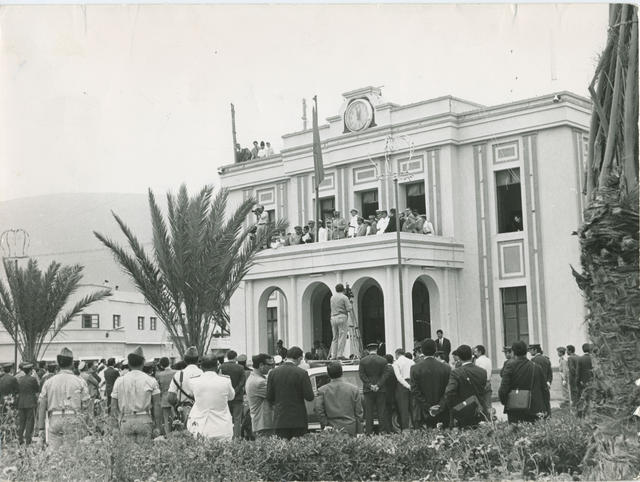
Ceremonia de la cesión del territorio de Ifni a Marruecos en la plaza de España el 1 de julio de 1969

También ejerció la enseñanza en la Escuela Superior del Ejército, de la que llegó a ser director. Impartió clases de Economía de Guerra, Derecho Internacional y Orgánica Militar. En su faceta a la enseñanza cabe destacar el lado humanístico en la formación de oficiales, habiendo estudiado dos años de Filosofía y Letras en la Universidad de Granada. De hecho, en la lección primera del VI Curso de Mandos superiores, en presencia de S.A.R. el Príncipe de España, impartió una conferencia llamada: "La filosofía y el mando militar: superación de las crisis a través de los tiempos".
José Miguel Vega ascendió a teniente general el 23 de febrero de 1973, empleo con el que fue nombrado Capitán General de la VII Región Militar, ocupando dicho cargo hasta el 27 de abril de 1973, fecha en la que se le nombra Presidente del Consejo Supremo de Justicia Militar.
El 17 de mayo de 1974 se le nombra director general de la Guardia Civil, destino que ocupa hasta mediados de octubre de 1975. Se da la circunstancia excepcional de que, habiendo ingresado en el Cuerpo en 1932 como guardia de menor rango, 42 años después alcanzaba su cúpula de mando. Durante su periodo de director general de la Guardia Civil se le conoce como "el guardia Vega". Finalizado su mandato, vuelve de nuevo al cargo de Capitán General de la VII Región Militar.

### La Transición
El 18 de marzo de 1976 deja la Capitanía General de la VII Región Militar y es destinado a la I Región Militar como también capitán general.
El 27 de abril de 1976 se celebró en el salón del trono de la Capitanía General de la I Región Militar el acto de su toma de posesión. Cuando José Vega tomó la palabra, hizo un breve repaso de su camino recorrido en la carrera militar y valoró el pasado, el presente y el futuro del ejército, finalizando con la siguiente reflexión:

Sería bueno recordar que no hay que confundir las ideas con los ideales. Los ideales deben ser como estrellas; elevados, permanentes, deslumbrantes, pero inalcanzables. Las ideas son como el agua corriente, que necesita renovarse para mantener su claridad. Permaneced fieles a los ideales ascendiendo por la escala de las ideas, que es la clave de la evolución espiritual.

El Consejo de Ministros celebrado el 13 de enero de 1977 le nombró jefe del primer Estado Mayor del Ejército (JEME) que se integraría dentro de la nueva estructura militar de la Junta de Jefes de Estado Mayor (JUJEM), creada a tenor del Real Decreto-Ley 11/1977, de 8 de febrero.
En la celebración de la Pascua Militar del 6 de enero de 1978 pronunció un discurso como jefe del Estado Mayor del Ejército ante S.M el Rey Don Juan Carlos I, donde elogió la capacidad militar de Enrique Líster y Modesto, jefes del Ejército republicano en la guerra civil española. Esto produjo gestos de extrañeza y de contrariedad en algún sector de los militares asistentes, e hizo que el teniente general Carlos Iniesta Cano, que estaba presente en el acto en lugar muy visible, se santiguase. Al terminar el acto, produjo que lo pronunciado fuera objeto de amplios comentarios entre los asistentes.

Incluso en el bando opuesto a nosotros se han destacado personas que, a lo mejor, si hubieran sentido la vocación a edad temprana, hubieran sido unos magníficos generales y quizá no hubieran pensado de la manera que pensaban, y me estoy refiriendo a Modesto, a Lister, etc., que indiscutiblemente tenían algunas de estas virtudes militares que a todos nos interesa tener, sobre todo en los más altos escalafones.

Tras mantener fuertes desavenencias con Gutiérrez Mellado, en aquel momento Vicepresidente Primero del Gobierno y Ministro de Defensa, presentó su dimisión como JEME el 17 de mayo de 1978, marcando distancias con la política gubernamental de nombramientos militares, en efecto poco respetuosa con las trayectorias profesionales de los miembros del generalato, y también con el recorte de las funciones de la JUJEM afloradas con el Real Decreto 836/1978 de Presidencia del Gobierno, de 27 de marzo, que desarrollaba el Real Decreto-Ley 11/1977 creador de aquel organismo.
El último cargo en activo que desempeñó fue de nuevo el de Presidente del Consejo Supremo de Justicia Militar, que lo ostentó desde el 25 de agosto de 1978 hasta el 20 de diciembre de 1979, fecha en la que pasa al grupo de "Destino de Arma o Cuerpo"  por haber cumplido la edad reglamentaria de 66 años el 19 de diciembre de 1979.

### La Democracia
Pasó a la reserva activa el 12 de octubre de 1982 por haber cumplido la edad reglamentaria el 10 de octubre de 1982.
Con motivo de la celebración de las bodas de oro de la "promoción del Cuartel de la Montaña", el 11 de abril de 1986, fue recibido en audiencia por S.M el Rey Don Juan Carlos I junto con el resto de compañeros de promoción.
El 30 de mayo de 1992 falleció en el Hospital Militar del Generalísimo en Madrid, siendo enterrado en el cementerio de El Pardo (Madrid).
En el BOE número 122, de 22 de mayo de 1999, se publicó el Real Decreto 859/1999, de 21 de mayo, por el que se promovió al empleo de General de Ejército, con carácter honorífico y a título póstumo.

## Vida privada
Su abuelo fue contralmirante de la Armada y su padre, Antonio Vega Montes de Oca, un conocido militar que participó en el levantamiento del general Sanjurjo en 1932 con la graduación de teniente coronel. Fue detenido e ingresado en el castillo de Santa Catalina junto a otros militares, entre ellos el general Varela.
Hombre profundamente militar, liberal (aunque él se definía como socialdemócrata), gran soldado, de austeridad extraordinaria, y con un arraigado sentido de la democracia. Casado con María de los Ángeles Guillén Fernández, fue padre de dos hijos y una hija (María Luisa Vega Guillén). Uno de sus hijos falleció en un accidente de tráfico, tragedia que le fue de difícil superación, y el otro siguió la tradición militar de la familia en el Arma de Infantería (Fernando Vega Guillén).

## Reconocimientos
- Cruz de Hierro de segunda clase (1942)
- Cruz de Hierro de primera clase (1942)
- Cruz de la Orden del Mérito Militar con distintivo blanco de tercera clase (1961)[28]
- Cruz del Mérito Naval con distintivo blanco de tercera clase[29] (1964)
- Gran Cruz de la Real y Militar Orden de San Hermenegildo (1966)[30]
- Orden de África con la Categoría de Gran Oficial (1968)[31]
- Gran Cruz de la Orden del Mérito Aeronáutico, con distintivo blanco (1969)[32]
- Gran Cruz de la Orden del Mérito Civil (1969)[33]
- Gran Cruz de la Orden del Mérito Militar, con distintivo blanco (1972)[34]
- Gran Cruz del Mérito Naval, con distintivo blanco (1974)[35]